# GW190412
GW190412是由雷射干涉引力波天文台（LIGO）和室女座干涉儀探測器（Virgo）觀測到的一個引力波（GW，Gravitational wave）信號。在2000年4月，它被宣布為首次檢測到的一對質量大小懸殊的黑洞碰撞。因此，信號顯示出兩個突出的頻率，大約相差1.5個數量級。
碰撞發生在24億光年之外：較重的黑洞質量為29.7太陽質量，較輕的僅有8.4太陽質量。質量的差異導致引力波具有兩個不同的頻率，使研究人員能夠對廣義相對論進行測試，並確定質量較大的黑洞在旋轉。

## 外部連結
- YouTube上的GW190412: Binary Black Hole Merger (with spin)